# Ute Oberhoffner
Ute Oberhoffner, née Ute Weiss le 15 septembre 1961 à Ilmenau, est une lugeuse est-allemande.

## Carrière
Durant sa carrière, Ute Oberhoffner remporte deux médailles olympiques : le bronze en 1984 et l'argent en 1988. Elle remporte également des médailles de bronze aux Championnats du monde 1983, 1987 et 1989 en simple et l'argent en 1989 par équipe. Elle est championne d'Europe 1988 et gagne est première en Coupe du monde en 1982-1983 et en 1988-1989.

## Palmarès

### Jeux olympiques d'hiver
- médaille d'argent en individuelle en 1988.
- médaille de bronze en individuelle en 1984.

### Championnats du monde
- médaille d'argent par équipe en 1989.
- médaille de bronze en individuelle en 1983, 1987 et 1989.

### Coupe du monde de luge
- 2 gros globe de cristal en individuel : 1983 et 1989.
- 24 podiums individuels : 
  - en simple : 7 victoires, 11 deuxièmes places et 6 troisièmes places.

### Championnats d'Europe
- médaille d'or du simple en 1988.
- médaille d'argent par équipe en 1988.
- médaille de bronze du simple en 1986.